# Robert Malinowski
Robert Malinowski (ur. 29 kwietnia 1949 w Rulewie) – polski polityk, nauczyciel i samorządowiec, w latach 2002–2004 wiceprezydent Grudziądza, od 2006 do 2018 prezydent Grudziądza, radny Sejmiku Województwa Kujawsko-Pomorskiego.

## Życiorys
Brat Bronisława Malinowskiego. W młodości uprawiał lekkoatletykę, pięciokrotnie był reprezentantem Polski juniorów (m.in. zajął 12. miejsce podczas europejskich igrzysk juniorów w biegu na 1500 metrów z przeszkodami). Następnie ukończył studia trenerskie i nauczycielskie w Poznaniu, zajął się także trenowaniem młodzieży (w tym reprezentantów na Mistrzostwach Europy i Świata oraz medalistów Mistrzostw Polski). W latach 1978–2002 pracował w szkolnictwie, w tym przez 12 lat pełniąc funkcję dyrektora szkoły.
Należał do Ruchu Obywatelskiego Akcja Demokratyczna, a później do Unii Wolności, w której od 1999 do 2002 przewodniczył zarządowi okręgowemu. W latach 1998–2002 zasiadał w sejmiku kujawsko-pomorskim. Kandydował z listy UW do Sejmu w wyborach parlamentarnych w 1997, nie uzyskując mandatu (otrzymał 3431 głosów). W wyborach parlamentarnych w 2001 ponownie był kandydatem na posła, Unia Wolności nie przekroczyła wówczas progu wyborczego. W 2002 opuścił tę partię i w wyborach samorządowych w tym samym roku ubiegał się o reelekcję do sejmiku z listy POPiS (jako kandydat Prawa i Sprawiedliwości), uzyskując ponad 4 tys. głosów, jednak koalicja w tym okręgu nie zdobyła żadnego mandatu. Od 2002 do 2004 był zastępcą prezydenta Grudziądza Andrzeja Wiśniewskiego, a w latach 2004–2006 prezesem grudziądzkiego Towarzystwa Budownictwa Społecznego.
Wstąpił do Platformy Obywatelskiej, został przewodniczącym struktur tej partii w Grudziądzu, którymi kierował do 2013. Zasiadł też w regionalnych władzach PO.
12 listopada 2006 wraz z Andrzejem Wiśniewskim przeszedł do drugiej tury wyborów prezydenckich w Grudziądzu. 26 listopada tego samego roku pokonał kontrkandydata, uzyskując 54% głosów. W 2010 ubiegał się o reelekcję, wygrywając wybory w pierwszej turze. W 2006 i 2010 wybierany także na radnego województwa, jednak z uwagi na niepołączalność stanowisk nie wykonywał mandatu. W 2014 został ponownie wybrany na prezydenta Grudziądza, uzyskując 52% głosów.
W okresie jego urzędowania w 2017 prezydenta RP Andrzej Duda nadał zespołowi zabytkowych spichlerzy grudziądzkich wraz z panoramą od strony Wisły status pomnika historii. W maju 2018 Robert Malinowski oświadczył, że podczas wyborów samorządowych w tym samym roku nie będzie kandydował na kolejną kadencję. Został natomiast w tych wyborach wybrany w skład sejmiku VI kadencji.
W 2020 urzędujący prezydent Grudziądza powołał swojego poprzednika na członka rady nadzorczej Miejskiego Zakładu Komunikacji. W 2024 Robert Malinowski utrzymał mandat radnego sejmiku na okres VII kadencji.